# Eurocopter EC175

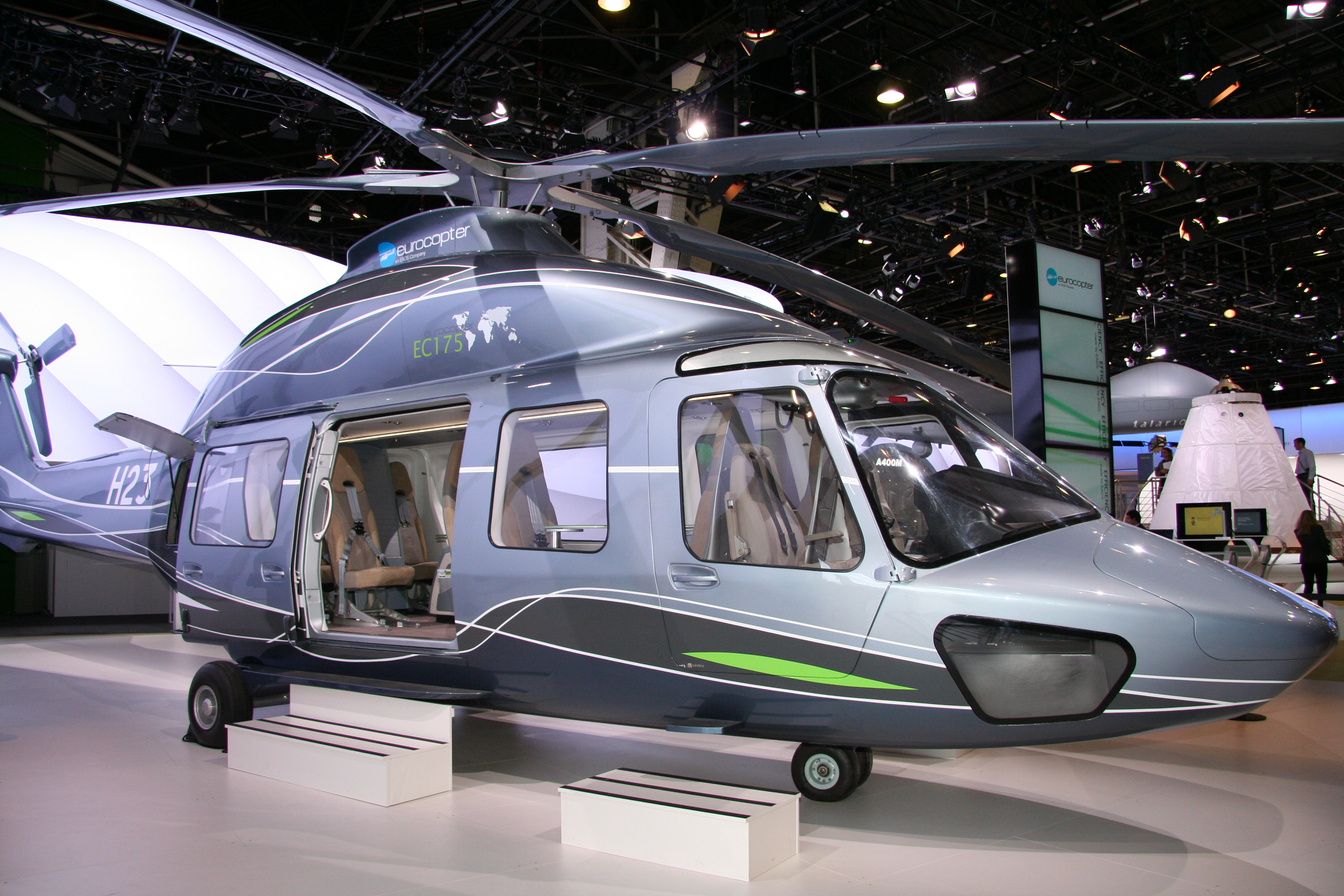
Eurocopter EC175 - Paris Air Show 2009

De Eurocopter EC175 is een helikopter voor civiel gebruik van 7 ton. Het toestel is het product van een samenwerking tussen Frankrijk (Eurocopter in Marignane) en China (Avicopter, een onderdeel van de AVIC-groep in Harbin), die in 2005 werd opgestart.
De helikopter wordt aangedreven door twee Pratt & Whitney PT6C-turbines, voorzien van FADEC. Ook de AgustaWestland AW139 en de Bell/Agusta BA609 gebruiken deze motoren. De motoren drijven een vijfbladige rotor en een driebladige staartrotor aan. Het toestel kan 1 of 2 piloten en 16 passagiers vervoeren. Het is vooral bedoeld om personeel te vervoeren van en naar offshore olie- en gasinstallaties; maar het kan ook uitgerust worden voor search and rescue, dringend medische transport, zakelijk gebruik en VIP-vervoer.
Het maximumgewicht is 7000 kg. Daarmee plaatst de EC175 zich tussen de EC155 Dauphin (4-5 ton) en de EC225/Super Puma (9-11 ton). De kruissnelheid is 280 km/u; het maximum vliegbereik 740 km.
De eerste vlucht van de EC175 vond plaats op 4 december 2009. Er waren op dat ogenblik al 114 bestellingen geplaatst en de eerste levering was voorzien voor einde 2012. De bouwers verwachten 800 exemplaren te kunnen verkopen over een periode van twintig jaar. Er zijn twee assemblagelijnen: een in Frankrijk en een in Volksrepubliek China, waar de exemplaren worden gebouwd bestemd voor China en de landen die door AVIC worden bediend. De Chinese versie wordt aangeduid als Z15.